# 洞沢由美子
洞沢 由美子（ほらさわ ゆみこ、1964年11月19日 - ）は、日本の女性アニメーター、漫画家。

## 来歴
1964年11月19日東京都府中市出身のA型で兄がいる。学生時代に一旦漫画家を目指し漫画誌に投稿するも、中学卒業後はアニメーターを志し国際アニメーション研究所に進む。しかし授業内容や校風に対する考え方の違いからすぐに中退し、1980年にアニメーションスタジオ亜細亜堂に入社する。
1984年にフリーとなり『魔法の妖精ペルシャ』で初作画監督を務める。当時まだ19歳だったが、統一感の取れた流麗な人物描写で頭角を現し、『ぴえろ魔法少女シリーズ』のメインスタッフの一人となる。二十歳そこそこで菊池通隆の原画に全面修正を入れるなど天才肌とも言える徹底した仕事ぶりはフィルムにも際立って表れたが、ゆえに演出内容や作画水準を巡って衝突を繰り返し、1986年に「機会があれば、ぜひまた、漫画を描いていきたい」と発言した通り、1980年代末に漫画家に転身した。こうした経緯の一端は自作漫画の巻末などにも記されている。
漫画家転身後は主にオカルト・ホラー系の作品を中心に、草創期の「サスペリア」等で活動した。
夫はアニメーション監督・演出家の片山一良。よって本名は片山由美子となるが（『めぞん一刻』OP担当時はこのクレジット）、現在色彩設計で活躍している同姓同名の人物とは別人である。

## 主な参加作品
- 新・ど根性ガエル（1981年-1982年、動画）
- ときめきトゥナイト（1982年、原画）
- 魔法の天使クリィミーマミ（1983年、原画）
- 魔法の妖精ペルシャ（1984年、作画監督）
- 魔法のスターマジカルエミ（1985年、作画監督）
- 魔法のアイドルパステルユーミ（1986年、キャラクターデザイン・作画監督）
- めぞん一刻（1986年、3rdOP「好きさ」原画）
- OVA版 アップルシード（1988年、キャラクターデザイン・作画監督）
- センチメンタルジャーニー（1998年、第12話原画）
- セラフィムコール（1999年、第10話・劇中コミック）

## 漫画
- D[di:]（1989-1990年、徳間書店）
- 受難の少女たち（1990年、主婦と生活社）
- 少女心中（1993年、主婦と生活社）
- 困った時には魔法使い（1994年、主婦と生活社）
  - まんがグリム童話 困った時には魔法使い（2016年、ぶんか社） 電子書籍